# Zarzecze (Nisko)
Pour les articles homonymes, voir Zarzecze.
Zarzecze est une localité polonaise de la gmina et du powiat de Nisko en voïvodie des Basses-Carpates.

## Démographie
En 2021, la population était de 2 921 habitants.